# Estádio de Domiciano
Estádio de Domiciano (em italiano:  Stadio di Domiziano), conhecido também como Circo Agonal (em latim: Circus Agonalis), era um estádio romano localizado na porção norte do Campo de Marte de Roma, Itália, encomendado por volta de 80 d.C. pelo imperador Domiciano para uso público do povo de Roma, especialmente competições atléticas.
A arena do antigo estádio corresponde hoje à movimentada Piazza Navona, no rione Parione de Roma.

## História

### Projeto e construção

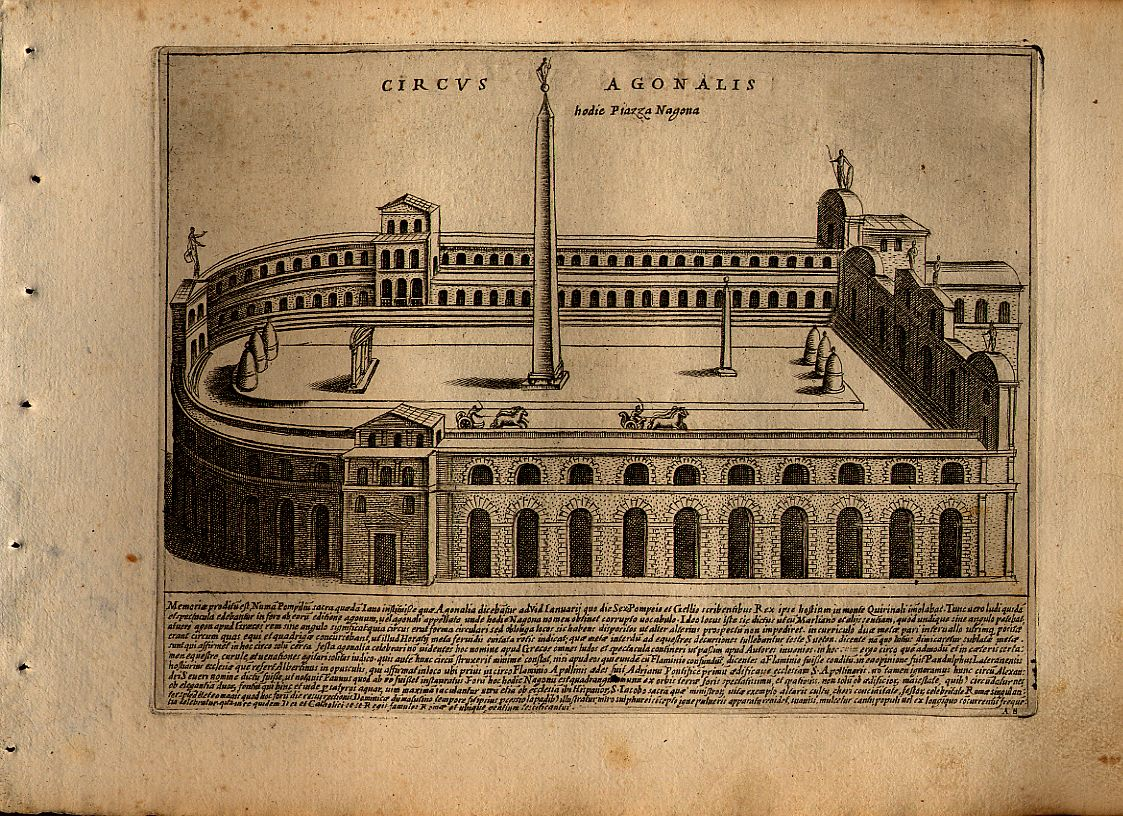
Circo Agonal, numa gravura de 1613.

O estádio foi dedicado em 86 d.C. como parte de um programa de obras civis imperiais no Campo de Marte logo depois que um grande incêndio, em 79 d.C., danificou ou destruiu a maior parte dos edifícios da região. Foi o primeiro estádio atlético permanente da cidade e sua forma, inspirada nos modelos gregos, abrigava aproximadamente entre 15 000 e 20 000 pessoas, o que fazia dele um local mais apropriado para corridas a pé do que o gigantesco Circo Máximo, projetado para competições equestres. As estruturas interiores de suporte são feitas de tijolo e concreto — um material robusto, resistente ao fogo e relativamente barato — revestido de mármore. Estilisticamente, as fachadas do estádio eram similares às do Coliseu; sua planta seguia a mesma forma alongada em forma de "U" que o Circo Máximo, embora numa escala muito menor. Várias estimativas modernas atribuem-lhe um comprimento de entre 200 e 250 metros, com a altura de seu perímetro exterior a aproximadamente 30 metros do chão e, no interior, 5 metros acima da piso da arena. Este arranjo permitia uma visão clara dos eventos de todos os lugares do estádio. O layout tipicamente grego deu ao estádio seu nome grego latinizado, "in Agone" ("local de competições"). A extremidade plana era fechada por duas galerias de entrada sobrepostas e o perímetro contava com arcadas abaixo dos níveis dos assentos, com pilares de travertino entre suas cáveas. A formação de uma arena com uma pista contínua delimitada por uma espinha (praça central) já foi conjecturada.
O Estádio de Domiciano era o mais setentrional de uma impressionante série de edifícios públicos no Campo de Marte. Para o sul estava o menor e mais íntimo Odeão de Domiciano, utilizado para recitais, apresentações musicais e discursos. A porção meridional do Campo de Marte era dominada pelo gigantesco Teatro de Pompeu, restaurado por Domiciano na mesma época

### Utilização
O Estádio de Domiciano foi utilizado quase que exclusivamente para competições esportivas. Por "uns poucos anos", depois que Coliseu foi danificado por um incêndio em 217, abrigou também combates gladiatórios. Segundo a aberrante descrição na "História Augusta" sobre o reinado de Heliogábalo, as arcadas teriam sido utilizadas como bordeis e o imperador Alexandre Severo teria custeado a reforma do estádio simplesmente taxando-os. Nos martirológios cristãos, Santa Inês teria sido assassinada ali durante o reinado de Diocleciano em ou perto de uma de suas arcadas. Com as crises econômicas e políticas do final do período imperial e pós-imperial, o estádio abandonou suas funções originais. As arcadas passaram a abrigar moradias de romanos empobrecidos e a arena tornou-se um ponto de encontro. É possível que fosse uma região densamente povoada: "Com o declínio da cidade depois das invasões bárbaras, a população, que diminuía rapidamente, abandonou gradualmente as colinas vizinhas e se concentrou no Campo de Marte, que era a principal parte de Roma até os novos desenvolvimentos no século XIX. Porções substanciais da estrutura ainda estavam de pé no Renascimento, quando passaram a ser saqueadas e roubadas para a obtenção de materiais de construção (spolia).

### Legado
Durante a Idade Média, as estruturas do estádio foram sendo aproveitadas para a construção de palácios e igrejas que se aproveitavam dos materiais de construção disponíveis no local, mas seguindo o perímetro das arcadas internas. O espaço interior da arena, apesar de ter sido lentamente encoberto pelas demolições e pelos detritos deixados pelas constantes inundações do Tibre, não foi ocupado de forma permanente e é hoje a Piazza Navona. O nível do solo, como se percebe nos arcos da fachada da Tor Sanguigna, era cerca de 5 metros mais baixo do que o atual, e, ainda assim, os muros imperiais ainda são perceptíveis. O resto das edificações imperiais está hoje nos porões dos palácios ainda existentes. A linha de edifícios que circunda a piazza incorpora as arcadas mais baixas do antigo estádio, incluindo a reconstrução mais recente de Sant'Agnese in Agone, fundada no século IX no local tradicional da morte de Santa Inês.
Depois das primeiras escavações das "cáveas" em 1511, que produziram muitas bases e afrescos esculpidos, a região tornou-se uma fonte de materiais de construção: o papa Pio IV mandou demolir um setor que ladeava o Corso del Rinascimento, em frente ao Palazzo Madama, para construir sua casina nos Jardins do Vaticano; materiais do outro lado serviram para construir a igreja de San Nicola dei Lorenesi, o Palazzo Pamphilj e o Palazzo Braschi.
Em 1936, depois da demolição dos edifícios do lado norte da praça, foram reveladas largas porções da curva norte, no piso térreo, do estádio, incluindo muros, pilares e as escadas para os níveis superiores. Neste espaço foi construído um enorme edifício único, INA, mas as antigas muralhas foram salvas e são parcialmente visíveis de fora e acessíveis aos visitantes. A partir de 2014, a exploração e o uso do sítio arqueológico passou para a iniciativa privada, que mantém o local aberto como um centro de exibições.

## Localização
| Planimetria do Campo de Marte central |
| --- |
| Termas de Nero Estádio de Domiciano Panteão Basílica de Netuno Termas de Agripa Estagno ? Odeão de Domiciano Ínsulas da época de Adriano Galpões militares? Galpões militares? Galpões militares? Septa Júlia Diribitório Pórtico dos Deuses Água Virgem Arco de Cláudio Pórtico de Vipsânia Quartel da I coorte dos vigiles Iseu Templo de Minerva Calcídica Altar de Marte Via Flamínia Via Flamínia Templo de Adriano Templo de Matídia Teatro de Pompeu Templos do Largo Argentina Pórtico de Minúcio Coluna de Marco Aurélio T. de M. Aurélio e Faustina (?) Arco de M. Aurélio (?) Coluna de Antonino Pio Ustrino de Faustina Maior Ustrino de Faustina Menor Via Reta Pórtico e Templo de Bom Evento Pórtico de Pompeu Arco Novo Pórtico de Meleagro Pórtico dos Argonautas Piazza della Rotonda Vila Pública |